# Underhållstjänst
Underhållstjänst (amerikansk engelska: Combat Service Support) omfattar vård av sårade och sjuka, reparation av skadad materiel, skadade fartyg, flygplan m.m., tillförsel av förnödenheter, undanförsel av sårade och sjuka samt skadade och övertaliga förnödenheter med mera. Lägre förband (bataljon och nedåt) handhar sin egen underhållstjänst. Vid högre förband (brigad och uppåt) handhas underhållstjänsten av särskilda underhållstrupper, trängtrupperna. Vid marinen och flygvapnet kallas underhållstjänsten för bastjänst. Underhållstjänsten ingår i den militära logistiken. 
Underhållstjänsten kan indelas i:
- Underhåll och transporter; försörjning med förnödenheter.
- Urval och evakuering; ersättning av personal och materiel.
- Restaurering; sjukvård av personal och reparation av materiel.[1]

## Sverige
Underhållstjänsten omfattar förnödenhetsförsörjning och teknisk tjänst. Förnödenhetsförsörjningen omfattar drivmedelstjänst, livsmedelstjänst, bränsle- och vattentjänst och fältposttjänst. Den tekniska tjänsten syftar till att understödja förbandens förmåga att lösa ställda uppgifter.
- Underhållsbataljon:
  - Bataljonsstaben och underhållsledningskompani
  - Underhållskompani
  - Sjuktransportkompani
  - Sjukvårdskompani
  - Försörjningskompani.[1]